# Франц фон Зуппе
Франц фон Зуппе (нім. Franz von Suppé;також Suppè; 18 квітня 1819, Спліт — 21 травня 1895, Відень) — австрійський композитор і диригент. Один із засновників віденської оперети.

## Біографія
Зуппе народився в хорватському місті Спліт, що належав тоді Австро-Угорщині. Частина його предків, за деякими відомостями, родом з Бельгії, мати Зуппе — австрійка з Відня, є й італійці. Зуппе — далекий родич композитора Гаетано Доніцетті.
При народженні він отримав ім'я Франческо Ецекьеле Ерменеджільдо, кавалер Зуппе-Демеллі (італ. Francesco Ezechiele Ermenegildo, Cavaliere Suppé Demelli).Згодом, переселившись до Австрії, він своє ім'я скоротив і германізуватися. У романських країнах його можуть назвати Франческо Зуппе-Демеллі.
Зуппе здобув музичну освіту в Задарі та Кремоні і вже в дитинстві почав писати власні композиції. Деякий час вивчав в Падуї право, але композицію не кидав і поступово здобув популярність як автор популярних пісень.
1835 року його овдовіла мати повертається до Відня.
Поворот у долі Зуппе настав в 1840 році, коли Франц Ксавер Покірні запросив його стати диригентом віденського Театру в Йозефштадті. Зуппе написав понад сотню оперет, фарсів, балетів та ін. сценічних форм, поставлених як в цьому, так і в інших театрах Європи і США. Також виступав як співак.
В кінці життя Зуппе став приділяти більше уваги створенню класичної та духовної музики.
Зображений на австрійській поштовій марці 1995 року.

## Творчість

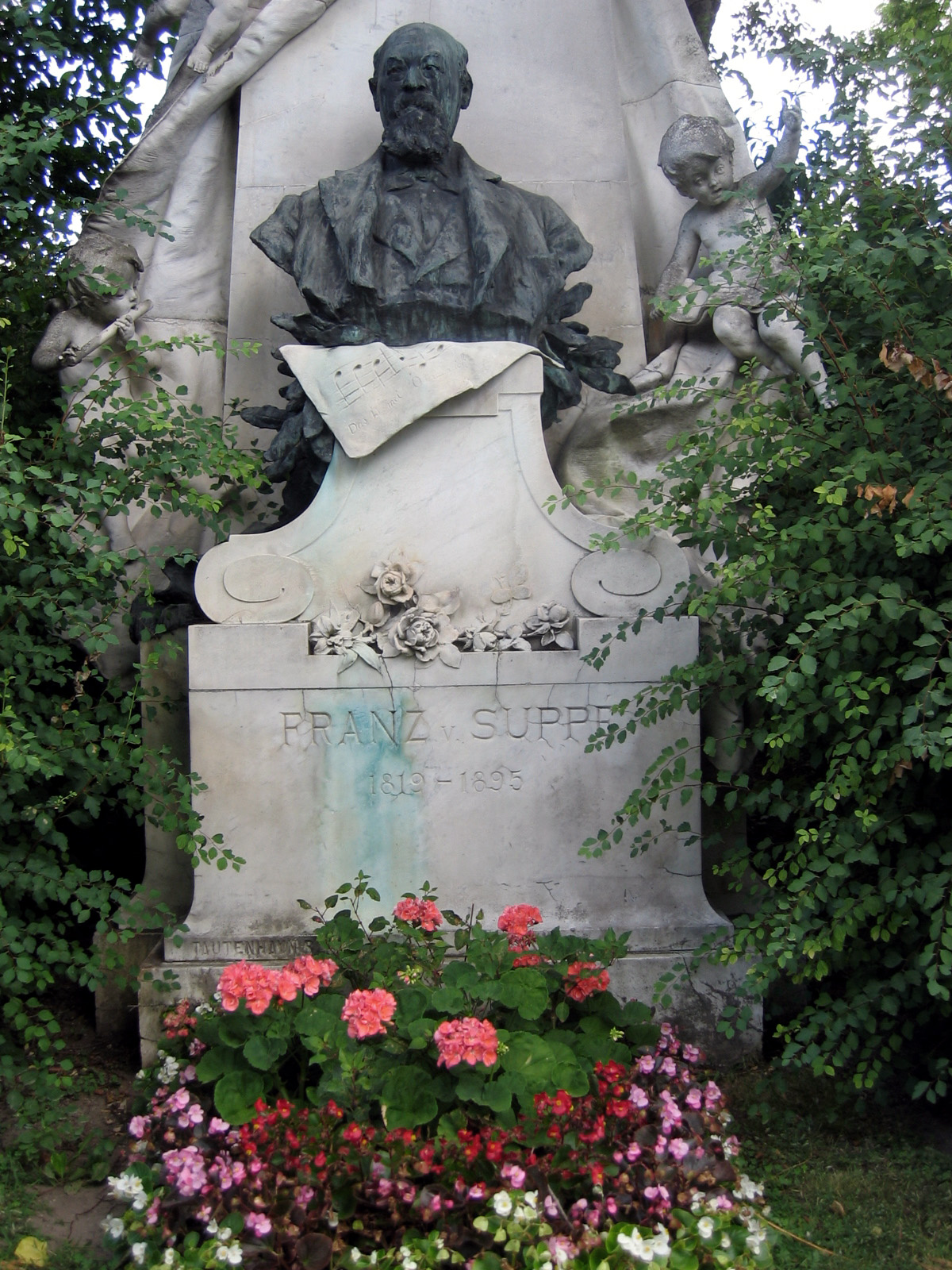
Могила Франца фон Зуппе на Центральному кладовищі у Відні

Зуппе написав понад дві тисячі різних творів. В основному це пісні, хори, романси. Він також автор численних мес, симфоній і концертних увертюр.
Для театру він написав близько 30 оперет і комічних опер, з яких найбільш відомі «Боккаччо», «Прекрасна Галатея» і «Фатініца». Його чудові увертюри виконуються навіть частіше, ніж відповідні оперети і опери.
Оперета «Боккаччо» неодноразово екранізувалася.

### Оперети і комічні опери
- Пансіонат (Das Pensionat, 1860, Відень)
- Картковий гравець (Die Kartenschlägerin, 1862, Theater am Franz-Josefs-Kai, Відень, за мотивами пушкінської «Пікової дами»)
- Десять наречених, жодного нареченого (Zehn Mädchen und kein Mann, 1862, Kai-Theatre, Відень)
- Веселі студенти, (1863, Kai-Theater, Відень)
- Пікова дама (Pique Dame, 1864, Graz (переробка Die Kartenschlägerin)
- Прекрасна Галатея (Die schöne Galathee, 1865, Carltheater, Відень)
- Легка кавалерія (Leichte Kavallerie, 1866, Carltheater, Відень)
- Banditenstreiche (1867, Carltheater, Відень)
- Господиня (Die Frau Meisterin, 1868, Carltheater, Відень)
- Фатініца (Fatinitza, 1876, Carltheater, Відень)
- Боккаччо (Boccaccio, 1879, Carltheater, Відень)
- Донна Жуаніта (Donna Juanita, 1880, Carltheater, Відень), існує також в оркестровці Леоніда Фейгіна
- Гасконець (Der Gascogner, 1881, Carltheater, Відень)
- Bellmann (1887, театр «Ан дер Він», Відень)
- Прагнення до щастя (Die Jagd nach dem Glück, 1888, Carltheater, Відень)

### Інструментальні твори
- Марш «О, моя Австрія» (Oh Du mein Österreich), який називали другим гімном країни
- Увертюра «Ранок, полудень і вечір у Відні» (Ein Morgen, ein Mittag und ein Abend in Wien)
- Увертюра «Поет і селянин» (Dichter und Bauer)
- Увертюра «Танталові страждання» (Tantalusqualen)

### Духовна музика
- Реквієм